# 카스티오네-아르베도역
카스티오네-아르베도역(이탈리아어: Castione-Arbedo)는 스위스 티치노주의 아르베도-카스티오네 지자체에 있는 기차역이다. 이 역은 스위스 연방 철도 비아스카와 벨린초나 사이의 고트하르트 철도에 있다.
1907년부터 카스티오네-아르베도역은 고트하르트 철도와 벨린초나 – 메소코 철도(BM) 사이의 주요 교차점이었다. 이 노선은 1972년 여객 운송, 2003년 화물 운송이 중단되었지만, 북쪽의 카마까지 구간은 2013년 최종 폐쇄될 때까지 페로비아 메솔치네 관광 노선으로 운영되었다.

## 운행편
2021년 12월 시간표 변경에 따라 카스티오네-아르베도에서 다음 서비스가 정차한다.
- 인터레기오 : 로카르노와 아트-골다우 간 매시간 운행 기차는 바젤 SBB 또는 취리히 중앙역까지 계속 운행.
  - S10 / S50 : 멘드리시오까지 30분 간격 운행; 키아소, 코모 산조반니 또는 말펜사 공항터미널2까지 매시간 운행; 하루에 1대의 열차가 아이롤로까지 운행.
  - S20: 로카르노까지 30분 간격 운행.

역은 또한 철도 노선과 평행을 이루는 벨린초나와 아이롤로 사이의 매시간 서비스를 포함하여 아우토 포스탈레에서 운영하는 버스 서비스를 제공한다.